# Santogold (album)

Santogold est le premier album de Santigold sorti en avril 2008 chez Downtown Records aux États-Unis.

## Liste des titres
| No  | Titre                                                          | Durée |
| --- | -------------------------------------------------------------- | ----- |
| 1.  | L.E.S. Artistes                                                | 3:24  |
| 2.  | You'll Find a Way                                              | 3:00  |
| 3.  | Shove It (feat. Spank Rock)                                    | 3:46  |
| 4.  | Say Aha                                                        | 3:35  |
| 5.  | Creator (vs. Switch & Freq Nasty)                              | 3:33  |
| 6.  | My Superman                                                    | 3:00  |
| 7.  | Lights Out                                                     | 3:12  |
| 8.  | Starstruck                                                     | 3:54  |
| 9.  | Unstoppable                                                    | 3:32  |
| 10. | I'm a Lady (feat. Trouble Andrew)                              | 3:43  |
| 11. | Anne                                                           | 3:28  |
| 12. | You'll Find a Way (Switch & Sinden Remix)                      | 3:12  |
| 13. | Your Voice (bonus album édition japonaise)                     | 3:58  |
| 14. | L.E.S. Artistes (Switch Remix) (bonus album édition japonaise) | 5:14  |